# Liste des volcans du Salvador
Cet article recense les volcans du Salvador, du nord au sud.

## Liste
| Nom                         | Numéro   | Altitude | Localisation                                | Type             | Dernière éruption ou période d'activité |
| --------------------------- | -------- | -------- | ------------------------------------------- | ---------------- | --------------------------------------- |
| Chingo                      | 1402-17- | 1 775 m  | 14° 07′ N, 89° 44′ O frontière du Guatemala | Stratovolcan     | Holocène                                |
| San Diego                   | 1403-001 | 781 m    | 14° 16′ N, 89° 29′ O                        | Champ volcanique | Holocène                                |
| Cerro Singüill              | 1403-002 | 957 m    | 14° 03′ N, 89° 39′ O                        | Cônes de scories | Holocène                                |
| Chaîne d’Apaneca            | 1403-01= | 2 036 m  | 13° 53′ 27″ N, 89° 47′ 10″ O                | Stratovolcans    | Holocène                                |
| Santa Ana                   | 1403-02= | 2 381 m  | 13° 51′ 12″ N, 89° 37′ 48″ O                | Stratovolcan     | 2005                                    |
| Izalco                      | 1403-03= | 1 950 m  | 13° 48′ 45″ N, 89° 37′ 58″ O                | Stratovolcan     | 1966                                    |
| Caldeira de Coatepeque      | 1403-041 | 746 m    | 13° 52′ N, 89° 33′ O                        | Caldeira         | Holocène                                |
| San Salvador                | 1403-05= | 1 893 m  | 13° 44′ 03″ N, 89° 17′ 38″ O                | Stratovolcan     | 1917                                    |
| Cerro Cinotepeque           | 1403-051 | 665 m    | 14° 01′ N, 89° 15′ O                        | Champ volcanique | Holocène                                |
| Guazapa                     | 1403-052 | 1 438 m  | 13° 54′ N, 89° 07′ O                        | Stratovolcan     | Holocène ?                              |
| Ilopango                    | 1403-06= | 450 m    | 13° 40′ 18″ N, 89° 03′ 12″ O                | Caldeira         | 1880                                    |
| San Vicente ou Chichontepec | 1403-07= | 2 182 m  | 13° 35′ 43″ N, 88° 50′ 15″ O                | Stratovolcan     | Holocène                                |
| Apastepeque                 | 1403-071 | 700 m    | 13° 43′ N, 88° 46′ O                        | Champ volcanique | Holocène                                |
| Taburete                    | 1403-072 | 1 172 m  | 13° 26′ 06″ N, 88° 31′ 55″ O                | Stratovolcan     | Holocène ?                              |
| Tecapa                      | 1403-08= | 1 593 m  | 13° 29′ 38″ N, 88° 30′ 08″ O                | Stratovolcan     | Holocène                                |
| Usulután                    | 1403-081 | 1 449 m  | 13° 25′ 08″ N, 88° 28′ 14″ O                | Stratovolcan     | Holocène                                |
| El Tigre                    | 1403-082 | 1 640 m  | 13° 28′ N, 88° 26′ O                        | Stratovolcan     | Holocène                                |
| Chinameca                   | 1403-09= | 1 300 m  | 13° 28′ 40″ N, 88° 19′ 49″ O                | Stratovolcan     | Holocène                                |
| San Miguel                  | 1403-10= | 2 130 m  | 13° 26′ 02″ N, 88° 16′ 09″ O                | Stratovolcan     | 2017                                    |
| Laguna Aramuaca             | 1403-101 | 181 m    | 13° 25′ 42″ N, 88° 06′ 18″ O                | Maar             | Holocène                                |
| Golfe de Fonseca            |          |          |                                             |                  |                                         |
| Conchagua                   | 1403-11= | 1 225 m  | 13° 16′ 30″ N, 87° 50′ 42″ O                | Stratovolcan     |                                         |
| Conchagüita                 | 1403-12= | 505 m    | 13° 13′ 43″ N, 87° 46′ 03″ O                | Stratovolcan     | 1892                                    |